# 董グループ事件
董グループ事件（とう〈トン〉グループじけん）とは、北朝鮮（朝鮮民主主義人民共和国）によるスパイ事件。1964年（昭和39年）5月14日検挙。新潟県村上市の海岸から密入国した北朝鮮工作員の柳川昌儀こと董吉模（当時45歳）が約2年10か月にわたって多数の工作員を獲得して平壌放送や帰還船などを利用して北朝鮮当局と連絡をとりながら活動していた諜報事件である。

## 概要
董吉模は1941年（昭和16年）に渡日して約2年後に日本統治下の朝鮮に戻った。北朝鮮の協同消費組合に勤務し、書記の仕事をしていた1961年（昭和36年）2月、北朝鮮当局より工作員として召喚された。約4か月の訓練ののち、6月29日、
- 大韓民国に潜入して諜報に従事できる在日韓国人を獲得すること
- 在日米軍軍の対韓援助の実態把握
- 日本人の住民票、外国人登録証明書の入手

などの密命を帯びて新潟県村上市柏尾海岸より不法に入国した。
密入国後の董吉模は、彼の同郷の土台人を工作員に引き入れ、アジトを3か所にわたって設営、さらに工作員の1人であったタクシー会社の専務からはアジトの提供のほか、月4万円ないし5万円の資金援助を受けていた。
警視庁は、1964年5月14日、董吉模を逮捕し、そのアジトから見つかった乱数表や暗号用薬品等を押収した。同年7月21日、董吉模は東京地方裁判所より出入国管理令、外国人登録法違反の罪で懲役1年の判決を受けた。董吉模は1965年（昭和40年）、自費出国した。